# Бублик Юрій Васильович
Бублик Юрій Васильович (нар. 1 грудня 1973, с. Новоселівка, Полтавський район, Полтавська область) — український політик, громадський діяч, народний депутат України VII-VIII скликань, депутат Полтавської міської ради.

## Біографія
Юрій Васильович Бублик народився 1 грудня 1973 року в селі Новоселівка Полтавського району Полтавської області.
В 1991 році закінчив Ковалівську середню школу ім. А. С. Макаренка. Цього ж року вступив до Полтавського сільськогосподарського інституту (нині — Полтавська державна аграрна академія).
У 1995 році, закінчивши університет, працював головним агрономом Полтавського державного підприємства «Райагрохім», яке в липні 1996 року в процесі приватизації було реорганізовано у ВАТ «Полтавський Райагрохім».
В 1996 році вступив на заочне відділення Харківської державної академії технології та організації харчування за спеціальністю «менеджмент».
1995 – 1997 – головний агроном Полтавського державного підприємства «Райагрохім»
1997 – 1997 – головний спеціаліст територіального відділення Державної комісії з цінних паперів та фондового ринку в Полтавській області
З квітня 1999 року, за рішенням загальних зборів акціонерів, обраний на посаду голови правління ВАТ «Полтавський Райагрохім».
2007 – 2009 – слухач заочного відділення Полтавського факультету Національної юридичної академії України імені Ярослава Мудрого.
2009 року закінчив Харківський регіональний інститут Національної академії державного управління при Президентові України за напрямком «Регіональне управління та місцеве самоврядування».
2010 – 2012 – Ковалівський сільський голова, с. Ковалівка, Полтавський район, Полтавська область.
2012 – 2014 – народний депутат України VII скликання, Верховна Рада України.
2014 – 2019 – народний депутат України VIII скликання, Верховна Рада України.
Балотувався на Парламентських виборах 2019 року за оругом №145 (Полтавська область), посів друге місце з показником підтримки 9,86%. 
2020 – депутат Полтавської міської ради.

## Політична діяльність
З 2006 року почав активно займатися громадсько-політичною діяльністю.
2005 – 2010 – член Української народної партії, голова Ковалівського первинного осередку УНП, заступник голови Полтавської РО УНП.
2010 по 25 грудня 2015 року перебував у лавах Всеукраїнського об'єднання «Свобода».
2011–2015 р. — заступник голови Полтавської обласної організації ВО «Свобода».
На місцевих виборах (у 2010 році) провів до Ковалівської сільської ради 18 депутатів свободівців із 30 можливих, до Полтавської районної ради — 3 депутатів. А сам виборов посаду Ковалівського сільського голови.
З 12 грудня 2012 р. до 27 листопада 2014 р. — народний депутат України VII скликання
(отримав підтримку 36,45 % виборців 145 округу, 29 974 голоси). Обраний по Виборчому округу № 145, Київський район міста Полтави, Полтавський та Котелевський райони Полтавської області. Голова підкомітету з питань ціноутворення та розвитку зовнішньоекономічної діяльності в агропромисловому комплексі Комітету з питань аграрної політики та земельних відносин.
З 27 листопада 2014 р. до 30 серпня 2019 р. — народний депутат України VIII скликання (отримав підтримку 22,60 % виборців 145 округу, 17 467 голоси). Голова підкомітету з питань місцевого самоврядування Комітету Верховної Ради України з питань державного будівництва, регіональної політики та місцевого самоврядування.
Кандидат на посаду міського голови Полтави на виборах 2015 року. На місцевих виборах у першому турі, з 15 %, посів трете місце.

### Вихід з партії «Свобода»
У грудні 2015-го полишив лави ВО «Свобода». Причиною такого рішення, за словами Бублика, стала «авторитарна модель керівництва партією». Керівників місцевих організацій «Свободи» обирають за призначенням голови партії за поданням місцевого вищого керівництва, а не рядові члени. Як заявив тоді нардеп, його рейтинг на Полтавщині вищий за рейтинг партії. До такої ситуації призвела «недолуга кадрова політика». Тому, задля збереження власної репутації Юрій Бублик вирішив припинити членство у «Свободі».

### Вступ до фракції «Блок Петра Порошенка»
11 квітня 2016 року Юрій Бублик вирішив увійти до складу парламентської фракції «Блок Петра Порошенка». Про що написав офіційну заяву на ім'я керівника цієї фракції Юрія Луценка. Нардеп повідомив: «Вважаю, що з тої політичної пастки, в яку Україна потрапила в останні місяці, точніше, з тої глибокої парламентської та урядової кризи, є лише два виходи: один — ДУЖЕ ПОГАНИЙ, другий — КАТАСТРОФІЧНИЙ. Дуже поганий — це утворення нової коаліції на базі двох найбільших фракцій — БПП та Народного Фронту, у кількості 226 народних депутатів. Катастрофічний для України вихід — це позачергові вибори восени цього року — з небезпекою того, що вся наша країна перетвориться на один великий Кривий Ріг, і в кожному місті, в кожній області, на кожному мажоритарному округу промосковські популісти та люди з минулого дуритимуть українців пустопорожніми обіцянками — обіцятимуть мир, стабільність і добробут. В умовах нинішньої розрухи багато хто може повестися та подібні слова. Як наслідок, Україна отримає парламент гіршої якості із домінуючим представництвом промосковських сил.
Отже, в таких умовах, пам'ятаючи долю УНР, коли політики загрались у «гетьманів» — на радість більшовицькій Москві, зваживши всю ту небезпеку, яку несуть нашій країні перевибори, я зробив непростий для себе політичний вибір: я прийняв пропозицію і входжу до однієї з парламентських фракцій, оскільки за Конституцією парламентська коаліція формується ЛИШЕ фракціями в складі 226 депутатів. Роблю цей крок назустріч коаліції з важким серцем, але з розумінням, що тільки так можна врятувати Україну від хаосу, безладу та нової хвилі війни з Московією.»

### Визнання діяльності
Згідно з даними моніторингу Громадської мережі ОПОРА, за результатами роботи 105 народних депутатів за березень 2016 року Юрій Бублик посів 5 місце. За критерієм «робота на окрузі» за період березня 2016 року Бублик посів 2-е місце серед 105 можливих.

## Родина
Брат — Бублик Олександр Васильович, (Полтавський район, село Ковалівка — сільський голова 2013-2020), депутат Полтавської районної ради 2020.
Дружина — Бублик Тетяна.Доньки — Анна, Єлизавета, Анастасія.
Сини — Степан, Михайло, Назар.

## Нагороди
17 червня 2015 року нагороджений медаллю «За жертовність і любов до України» Патріархом Київським та всієї Руси-України Філаретом.

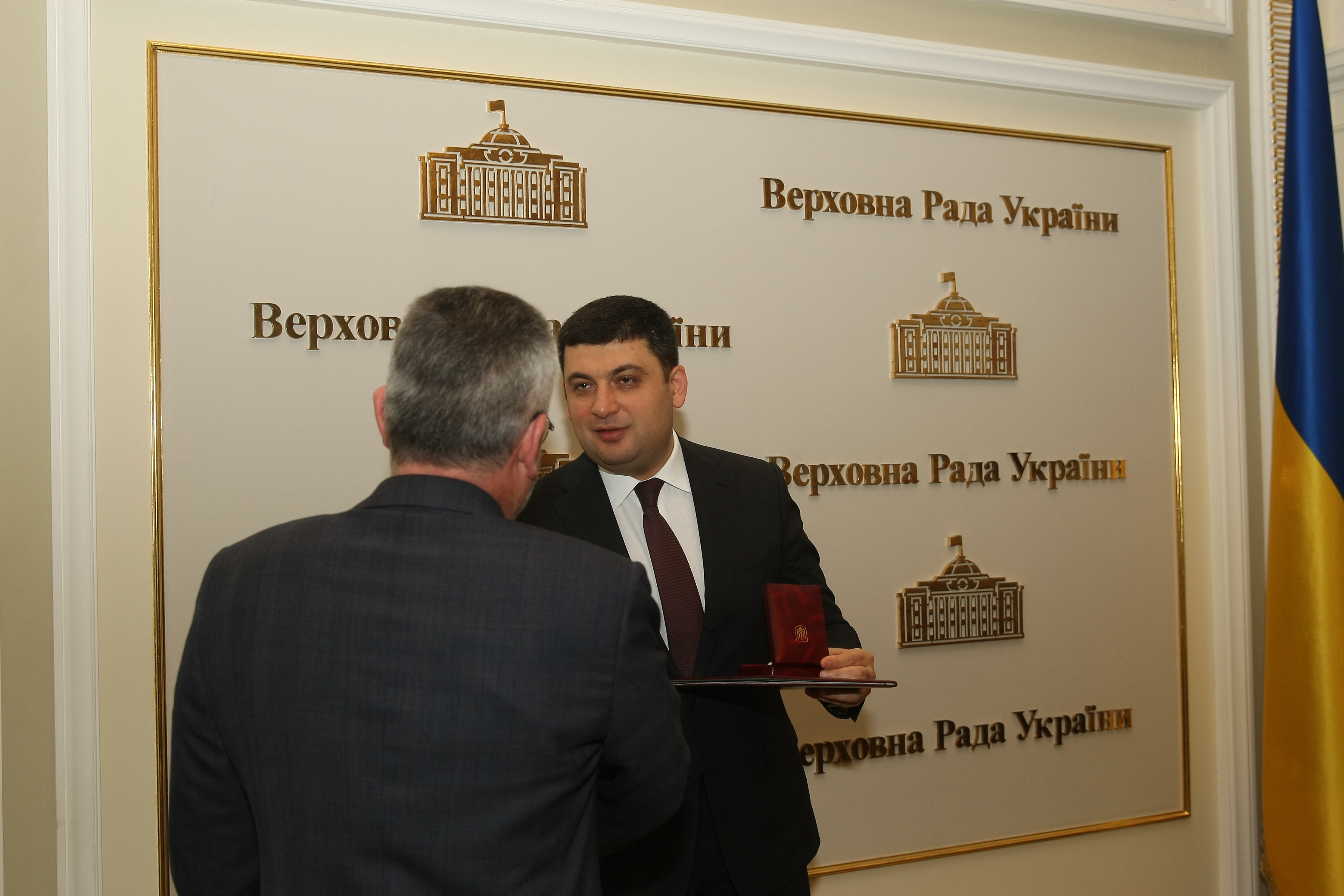
Юрій Бублик та Володимир Гройсман

30 листопада 2015 року отримав почесну грамоту за особисті заслуги перед Українським народом від голови Верховної ради України Володимира Гройсмана.
23 червня 2016 року отримав Орден Святого Рівноапостольного князя Володимира Великого III ступеня. Офіційно в указі, підписаному Патріархом Філаретом, зазначається, що нагороду тримав «за заслуги з відродження духовності та утвердження Помісної Православної Церкви». Однією з заслуг стала допомога у створенні фільму про військових капеланів за сумісною ідеєю із Ростиславом Мартинюком. У ньому і відстоюється позиція української Церкви та її велике значення на сьогодення.

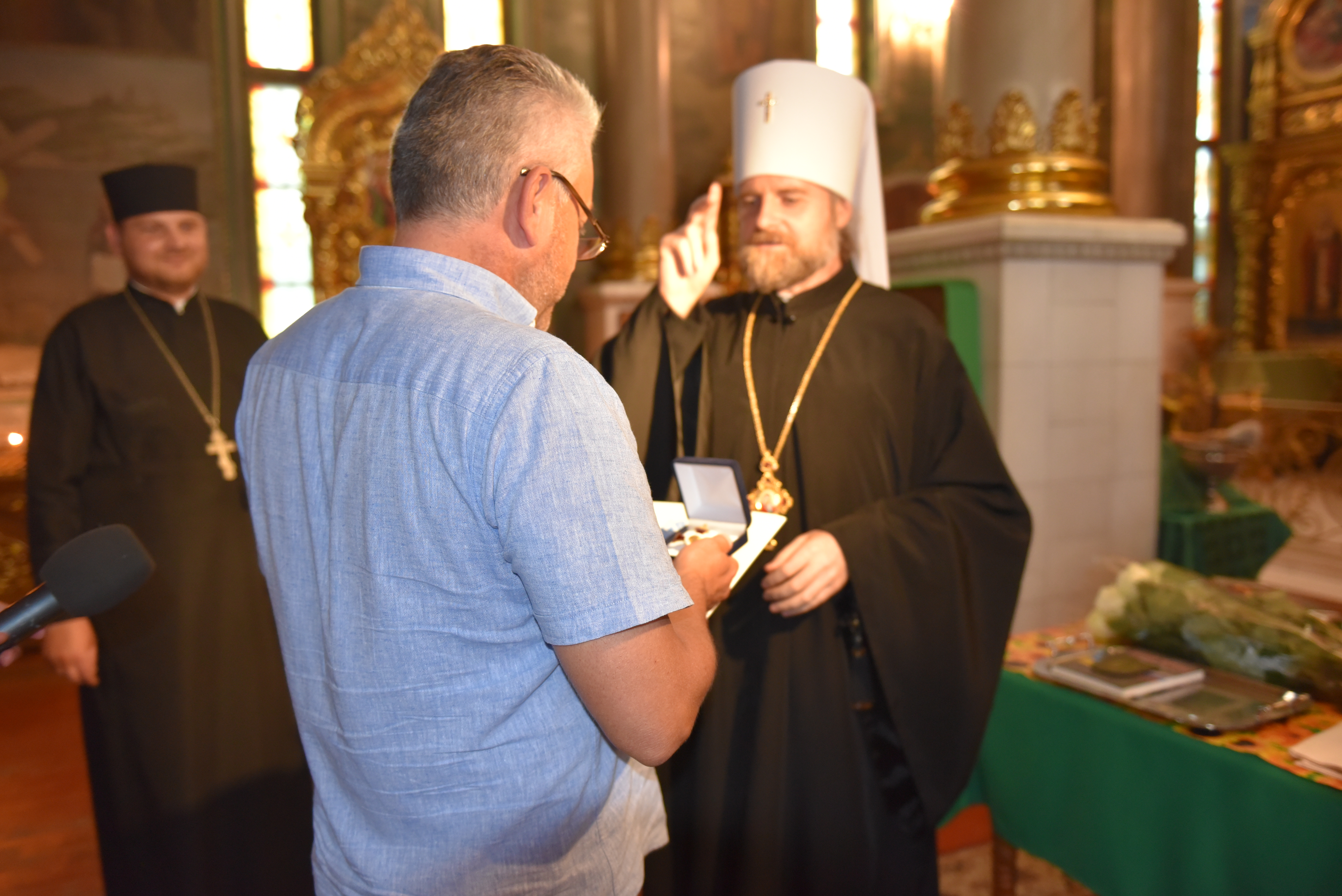
Митрополит Іоан вручає церковну нагороду

20 жовтня 2016 року отримав Орден Святого Рівноапостольного князя Володимира Великого ІІ ступеня.
20 грудня 2017 року нагороджений почесною грамотою Кабінетом Міністрів України [Архівовано 18 грудня 2017 у Wayback Machine.]. У офіційному протоколі підписаному Прем'єр-міністром України Володимиром Гройсманом, зазначається «за вагомий особистий внесок у забезпечення розвитку державного будівництва і місцевого самоврядування, активну участь у законотворчій діяльності, багаторічну сумлінну працю та високий професіоналізм».
29 листопада 2018 року отримав Орден Святого Юрія Переможця.

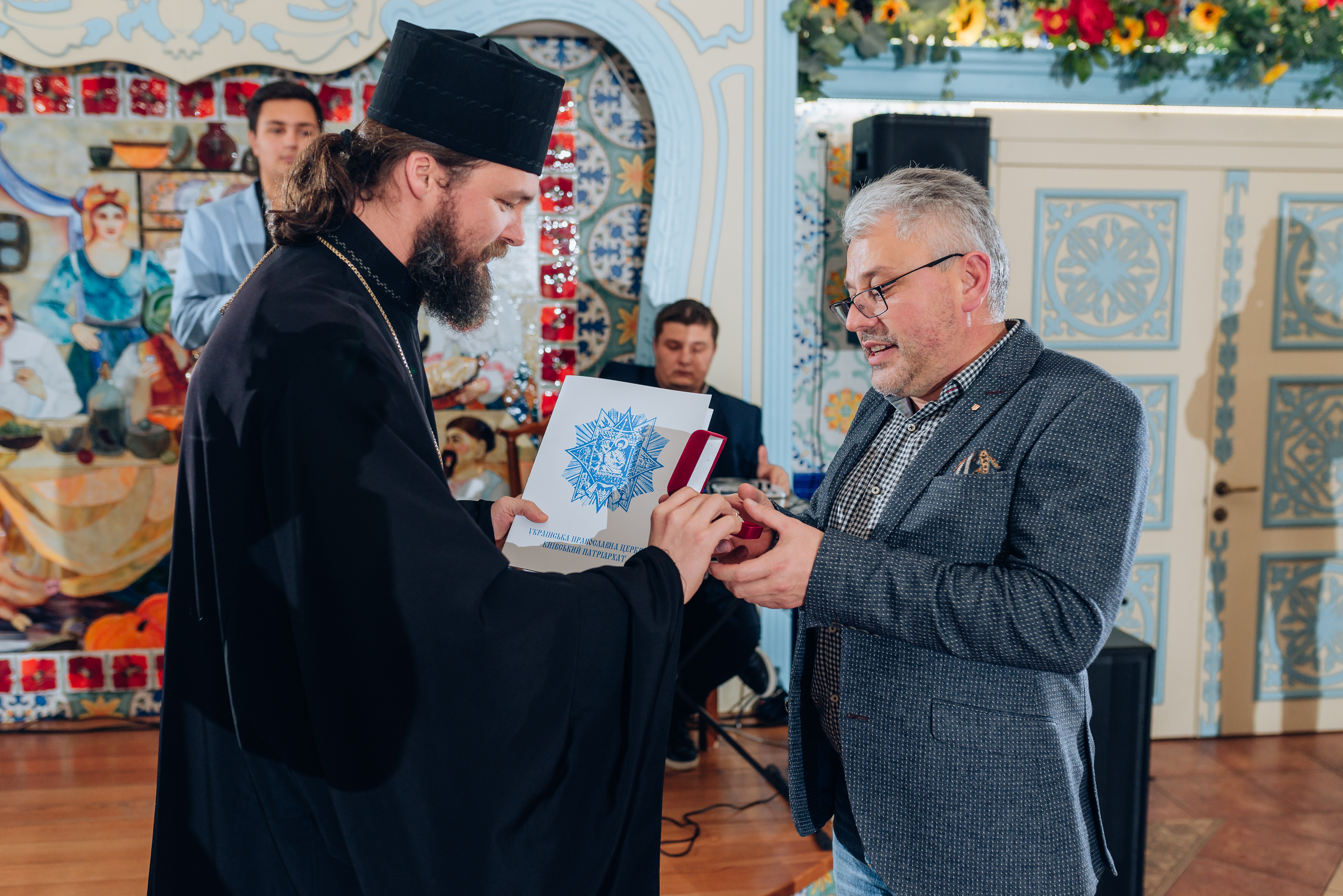
Юрій Бублик та Владика Федір